# Microdon pendulosus
Microdon pendulosus är en tvåvingeart som först beskrevs av Hull 1944.  Microdon pendulosus ingår i släktet myrblomflugor, och familjen blomflugor. Inga underarter finns listade i Catalogue of Life.